# The Brass Bottle (film 1923)
The Brass Bottle è un film muto del 1923 diretto da Maurice Tourneur.
Già nel 1914 era uscito in sala un The Brass Bottle, film britannico girato da Sidney Morgan e tratto dal romanzo di F. Anstey. Ne fu girata una nuova versione nel 1964, La più allegra avventura, una commedia interpretata da Barbara Eden.

## Trama
L'architetto americano Horace Ventimore compra a Londra una vecchia bottiglia. Lì, scopre, è rimasto prigioniero per seimila anni Fakresh-el-Aamash, un genio che aveva tentato di uccidere il suo precedente padrone. Liberato, Fakresh-el-Aamash è pieno di gratitudine e cerca di esaudire al meglio i desideri del nuovo padrone. Ma il mondo, in tante migliaia di anni, è molto cambiato. Il genio provoca con tutte le sue magie una serie di incidenti che inducono Ventimore ad avere un ultimo desiderio: quello di lasciare libero Fakresh-el-Aamash che, finalmente, può andarsene via.

## Produzione
Il film fu prodotto dalla Maurice Tourneur Productions.

## Distribuzione
Distribuito dalla Associated First National Pictures, il film uscì nelle sale cinematografiche statunitensi il 2 gennaio 1923.